# Ephraim Gur

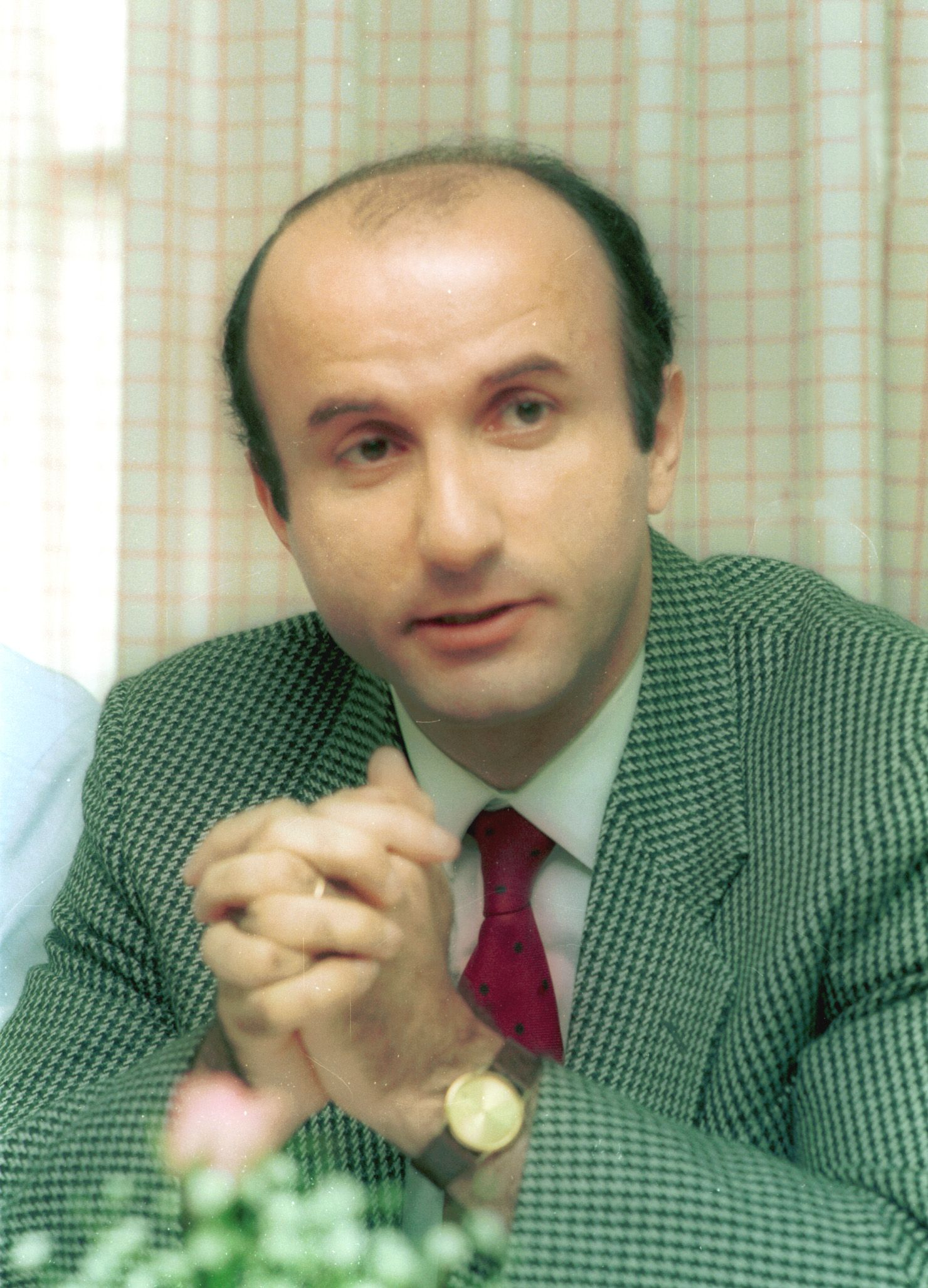
Ephraim Gur

Efraim Gur, hebräisch אפרים גור, geboren Efraim Gorelishvili (* 1. September 1955 in Kulaschi in der Provinz Imeretien, Georgische Sozialistische Sowjetrepublik, Sowjetunion) ist ein georgisch-israelischer Politiker. Gur war Knessetabgeordneter von 1988 bis 1996. Zudem war er stellvertretender Kommunikationsminister und stellvertretender Transportminister in den 1990er Jahren.

## Leben
Efraim Gur wurde als Efraim Gorelishvili in Kulaschi (georgisch კულაში) in Imeretien, einer Region Georgiens, geboren. 1972 wanderte er nach Israel ein und arbeitete als Versicherungsagent. Er wurde Mitglied der Awoda und wurde Sekretär der Zweigstelle der Partei. Bei den Wahlen in Israel im Jahre 1988 wurde er Knessetabgeordneter der HaMa’arach. 1990 verließ er die Partei, um Achdut LeMa’an HaSchalom VeHaAlija mit zu begründen und war Teil der Koalitionsregierung, die von Yitzhak Shamirs Likud angeführt wurde. Er war Kandidat für den stellvertretenden Kommunikationsminister am 2. Juli, bevor er am 20. November stellvertretender Transportminister wurde.
Kurz vor den Wahlen 1992 brachte Gur seine Partei in den Likud ein und wurde wiedergewählt. Am 7. März 1996 verließ er Likud. Er gründete für die Wahlen im Jahre 1996 erneut eine Partei, die Achdut LeMa'an Hagana Imigrant. Mit dieser Partei war er nicht mehr erfolgreich.